# Bambina col cerchio
Bambina col cerchio è una scultura funeraria novecentesca dello scultore italiano Giuseppe Sartorio. La statua si trova all'interno del cimitero monumentale di Iglesias, nella Sardegna sud-occidentale.

## Storia
Sartorio scolpì la statua nel 1901 per Zaira Deplano Pinna, una bambina residente ad Iglesias che morì quell'anno a soli 6 anni a causa di una meningite fulminante. I suoi genitori commissionarono all'artista un'opera funeraria che riproducesse fedelmente la bambina. A corredo del monumento Sartorio realizzò, in bronzo lucido, un cerchio, che era il gioco preferito della bambina.
Nel corso degli anni sono nate molte leggende sulla statua, una per esempio dice che a mezzanotte la bambina scenda dalla colonna e corra per il cimitero giocando con il cerchio. Un'altra storia narra invece che il 2 novembre, giorno di commemorazione dei defunti, compaia sui tetti del centro storico di Iglesias, dove viveva, e chieda ai bambini se vogliano giocare con lei. Se la risposta è affermativa il bambino morirà entro un mese.
La notte del 13 febbraio 2009 alcuni vandali entrarono nel cimitero e danneggiarono molte statue, tra cui anche la Bambina col cerchio. Da allora è stata chiusa in uno sgabuzzino comunale in attesa di restauro, previsto inizialmente nel 2015. Un nuovo progetto di restauro è stato presentato nel 2022 e dall'agosto 2023 la statua è nuovamente visibile al Camposanto monumentale di "Villa di Chiesa".

## Descrizione
Alla base del monumento funebre è presente un pavimento a quadri bianchi e neri, che simboleggia il bene e il male; sul pavimento è appoggiata una colonna rovesciata e spezzata, che simboleggia la vita interrotta e infine, sulla colonna, vi è seduta la bambina vestita secondo la moda del suo tempo, con in mano il bastoncino che usava per spingere il cerchio. 